# Morón (partido)
Pour les articles homonymes, voir Moron.
Morón est un partido de la province de Buenos Aires fondée en 1874 dont la capitale est Morón.
Le partido fait partie du groupe des 24 partidos de la Province de Buenos Aires constituant le Grand Buenos Aires avec la capitale fédérale.